# Gewerberecht (Österreich)
Gewerberecht ist ein Teil des besonderen Verwaltungsrechts, das vor allem der Gefahrenabwehr dient. Das Gewerberecht ist Teil des Wirtschaftsverwaltungsrechts.
In Österreich sind die Normierungen des Gewerberechts in der Gewerbeordnung 1994 (Novelle 2002) festgelegt. Sie ist gültig für alle gewerbsmäßig ausgeübten Tätigkeiten. Nicht unter die Regelungen der Gewerbeordnung fallen unter anderen die Angehörigen der „freien Berufe“ wie Ärzte, Rechtsanwälte, Ziviltechniker und Künstler. Folgende Regelungen sind in der Gewerbeordnung enthalten:
- allgemeine Zugangsbestimmungen
- persönliche Voraussetzungen (Befähigung, Zuverlässigkeit)
- sachliche Voraussetzungen (Betriebsanlagen, Bedarf – nur beim Gewerbe der Rauchfangkehrer)
- Organisation eines Gewerbebetriebs (Trägerperson oder -gesellschaft, Geschäftsführer, Namensführung)
- Genehmigung von Betriebsanlagen

Daneben gibt es zahlreiche weitere Gesetze und Verordnungen aus den Bereichen Arbeitsrecht, Gesellschaftsrecht und Umweltrecht.
Für Gewerbetreibende ist die Mitgliedschaft in der österreichischen Wirtschaftskammer verpflichtend vorgeschrieben.